# Amusina mexicana
Amusina mexicana är en insektsart som först beskrevs av Henri Saussure 1893.  Amusina mexicana ingår i släktet Amusina och familjen syrsor. Inga underarter finns listade i Catalogue of Life.